# Kaneelbuikpiha
De kaneelbuikpiha (Lipaugus lanioides) is een zangvogel uit de familie cotinga's (Cotingidae).

## Verspreiding en leefgebied
Deze vogel is endemisch in Brazilië, waar hij voorkomt van Minas Gerais en Espírito Santo tot Santa Catarina.

## Status
De grootte van de populatie is in 2022 geschat op 50.000-100.000 volwassen vogels. Op de Rode lijst van de IUCN heeft deze soort de status niet bedreigd.